# Churchill College

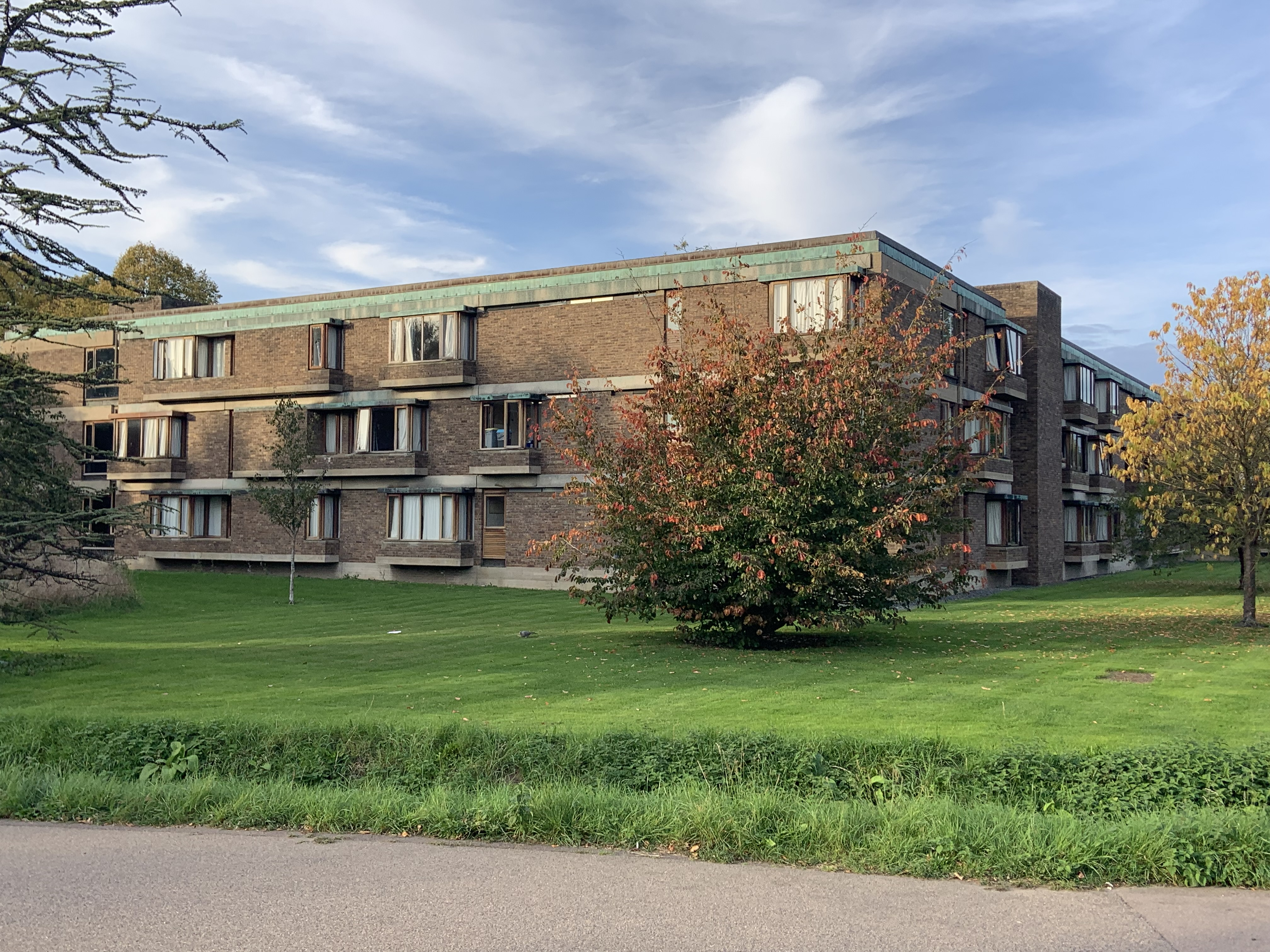
Churchill College

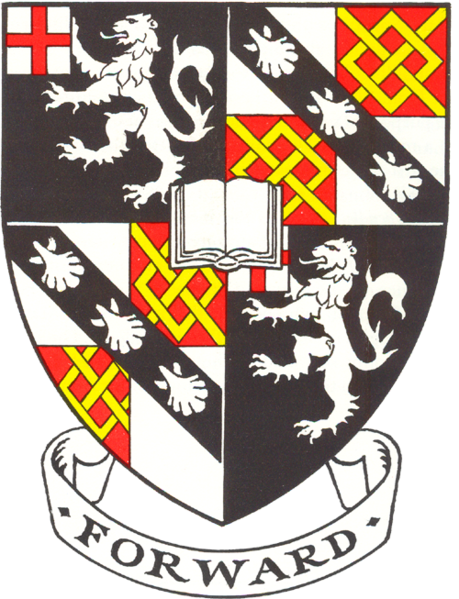
Heraldiskt vapen

Churchill College är ett college vid University of Cambridge i Cambridge, England. Det har ett primärt fokus på naturvetenskap, ingenjörsvetenskap och teknik, men behåller ett starkt intresse för konst och humaniora.
År 1958 bildades en stiftelse med Sir Winston Churchill som styrelseordförande, för att bygga och bekosta ett college för 60 lärare och 540 studenter som ett nationellt och samväldesmonument över Winston Churchill. Dess kungliga stadgar och statuter godkändes av drottning Elizabeth II i augusti 1960. Det ligger i utkanten av Cambridge, borta från stadens traditionella centrum, men nära universitetets viktigaste nya utvecklingszon (som nu inrymmer Centre for Mathematical Sciences). Colleget är på 16 hektar (40 tunnland) mark, den största ytan av Cambridge colleges.
Churchill College var den första tidigare helt manliga högskolan som beslutade att anta kvinnor, och var en av tre manliga högskolor som antog sina första kvinnliga studenter 1972. Inom 15 år hade alla andra följt efter. Högskolan har ett rykte om sig att vara relativt informell jämfört med andra högskolor i Cambridge, och tar traditionellt emot en större andel av sina studenter från statliga skolor.
Högskolans motto är "Framåt", vilket togs från den sista frasen i Winston Churchills första tal till underhuset som Storbritanniens premiärminister, känt som talet "Blod, svett och tårar" där Churchill sa: "Kom, då, låt oss gå framåt tillsammans".

## Historia
På semester på Sicilien strax efter sin avgång som premiärminister 1955 diskuterade Winston Churchill med Sir John Colville och Lord Cherwell om möjligheten att grunda en ny institution. Churchill hade imponerats av Massachusetts Institute of Technology i USA och ville ha en brittisk version, men planerna utvecklades till det mer blygsamma förslaget att skapa ett vetenskaps- och teknikbaserat college inom University of Cambridge. Churchill ville ha en blandning av icke-forskare för att säkerställa en väl avvägd utbildning och miljö för forskare och lärare. Högskolan tar därför emot studenter att läsa alla ämnen utom teologi och religionsvetenskap (även om det är möjligt att byta till dessa ämnen senare).
De första doktoranderna anlände i oktober 1960 och de första studenterna ett år senare. Full collegestatus erhölls 1966.
Efter Labourregeringens Representation of the People Act 1969, som sänkte rösträttsåldern till 18 år, under ledning av professor Dick Tizard, ledde Churchills studentkår, Junior Common Room (JCR), inspirerad av den världsomspännande studentdemokratirörelsen, National Union of Students (NUS) i att ta Cambridge Town Clerk till Högsta domstolen för att omkullkasta ett prejudikat från 1800-talet som gav studenter rösträtt i sina universitetsstäder.
Till en början var alla studenter män. Kvinnor antogs som studenter 1972, en av de tre första tidigare helt manliga högskolorna att göra det.
Inriktningen mot naturvetenskap och teknik kvarstår som policy än i dag, med stadgarna som kräver att cirka 70% av teknik- och vetenskapsstudenterna ska ingå i studentintaget varje år. Högskolans stadgar föreskriver också att en tredjedel av studenterna vid högskolan ska studera för påbyggnadsexamen.
Cambridge University Radio (senare Cam FM) sände från Churchill College från 1979 till 2011.
Den 27 oktober 2020 lanserade högskolan Churchill, Empire and Race, tänkt som ett årslångt program som tittar kritiskt på dess grundare. I juni 2021 avslutades dock programmet abrupt efter en tvist med högskolans ledning.

## Byggnader och områden

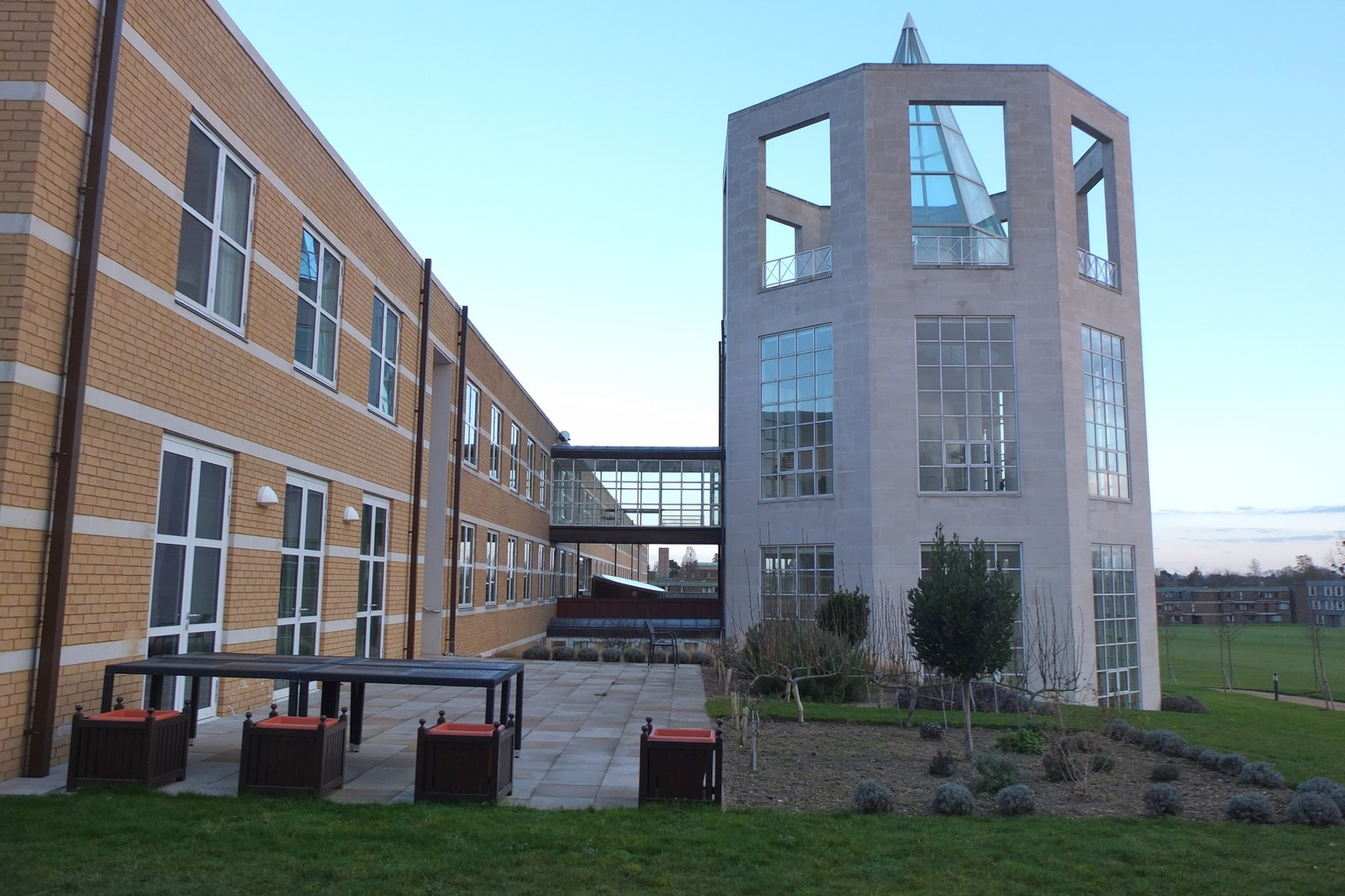
The Møller Centre

År 1958 köptes en 170 000m2 stor tomt väster om stadens centrum, som tidigare hade varit jordbruksmark. Efter en tävling utsågs Richard Sheppard att designa det nya colleget. Byggnaden stod klar 1968 med nio huvudsakliga innergårdar, separata studentlägenheter och en central byggnad bestående av matsal, sällskapsrum och kontor.
Matsalen är den största i Cambridge. Den mäter 22m i kvadrat, 9m till basen av valvbalkarna och 11,6m till den högsta punkten. Det kan ta emot upp till 430 gäster i ett formellt middagsarrangemang.
De viktigaste collegesbyggnaderna och innergårdarna är arrangerade runt ett stort centralt utrymme, där biblioteket var placerat. Bara några år senare, när den öppnades 1974, byggdes biblioteksbyggnaden ut för att inhysa Churchill Archives Centre. Dess ursprungliga syfte var att skapa ett hem till Sir Winstons papper, men sedan dess har det försetts med dokument från andra politiska figurer, inklusive tidigare premiärministrar Margaret Thatcher och John Major, liksom den tidigare oppositionsledaren Neil Kinnock, och de av framstående forskare och ingenjörer inklusive Reginald Victor Jones, Rosalind Franklin och Sir Frank Whittle.
År 1992 byggdes Møller Centre for Continuing Education på Churchill-tomten, ritat av Henning Larsen. Det är ett dedikerat utbildnings- och konferenscenter som syftar till att sammanföra utbildning och handel.
Förutom de viktigaste collegebyggnaderna ritade Sheppard en separat grupp av lägenheter, kända som Sheppard flats, för användning av gifta doktorander. Dessa ligger på ena sidan av högskolans område, en kort bit från huvudbyggnaderna. Högskolans centrala byggnader och kapell blev kulturminnesmärkta 1993.

### Kapellet

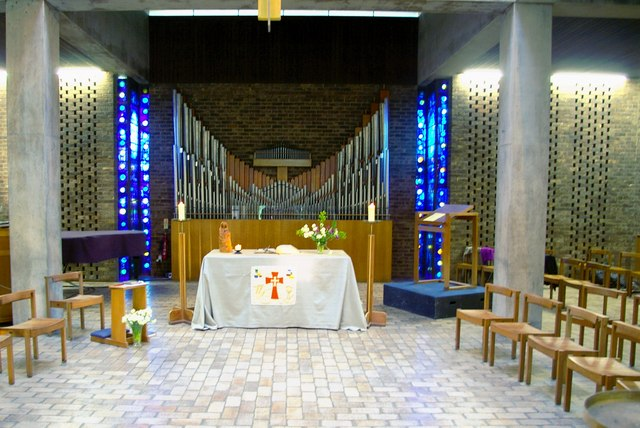
Kapellet

I den bortre änden av universitetsområdet ligger kapellet. Sheppards ursprungliga design placerade den i huvudbyggnadskomplexet nära högskolans huvudentré. Tanken på att ha en religiös byggnad i en modern, vetenskapligt orienterad akademisk institution irriterade djupt några av de ursprungliga stipendiaterna, vilket ledde till att nobelpristagaren Francis Crick avgick i protest. Till slut kom man fram till en kompromiss: kapellet placerades strax väster om Sheppard Flats, och finansierades och sköttes separat från resten av colleget, och kallades taktfullt för "kapellet vid Churchill College". Skorstenen i värmesystemet på framsidan av högskolan ersätter visuellt det saknade kapelltornet.
Crick hade gått med på att bli lärare på grund av att inget kapell skulle placeras vid Churchill. En donation gjordes senare av Lord Beaumont av Whitley till Churchill College för inrättandet av ett sådant, och majoriteten av lärarna röstade för det. Sir Winston Churchill skrev till honom och sa att ingen behövde gå in i kapellet om de inte ville göra det, och därför behövde det inte vara något problem. Crick svarade snabbt med ett brev daterat den 12 oktober 1961 åtföljt av en check på 10 guineas där det stod att om så var fallet skulle de bifogade pengarna användas för att starta en bordell. Denna historia upprepades av Crick i en intervju med Matt Ridley (Cricks levnadstecknare), citat från denna artikel rapporteras i The Daily Telegraph.

## Studentliv
Studenterna är uppdelad i två studentkårer: Junior Common Room (JCR) och Middle Common Room (MCR). Den förstnämnda innehåller studenter och den senare doktorander (så kallade avancerade studenter). Fjärdeårsstudenter som studerar för sin magisterexamen kan välja att vara i båda. Dessa studentkårer ordnar olika akademiska och sociala evenemang samt hanterar frågor som rör välfärd. Högskolan finansierar idrottsklubbar och föreningar som tillhandahåller underhållning för studenter.

### Sociala evenemang

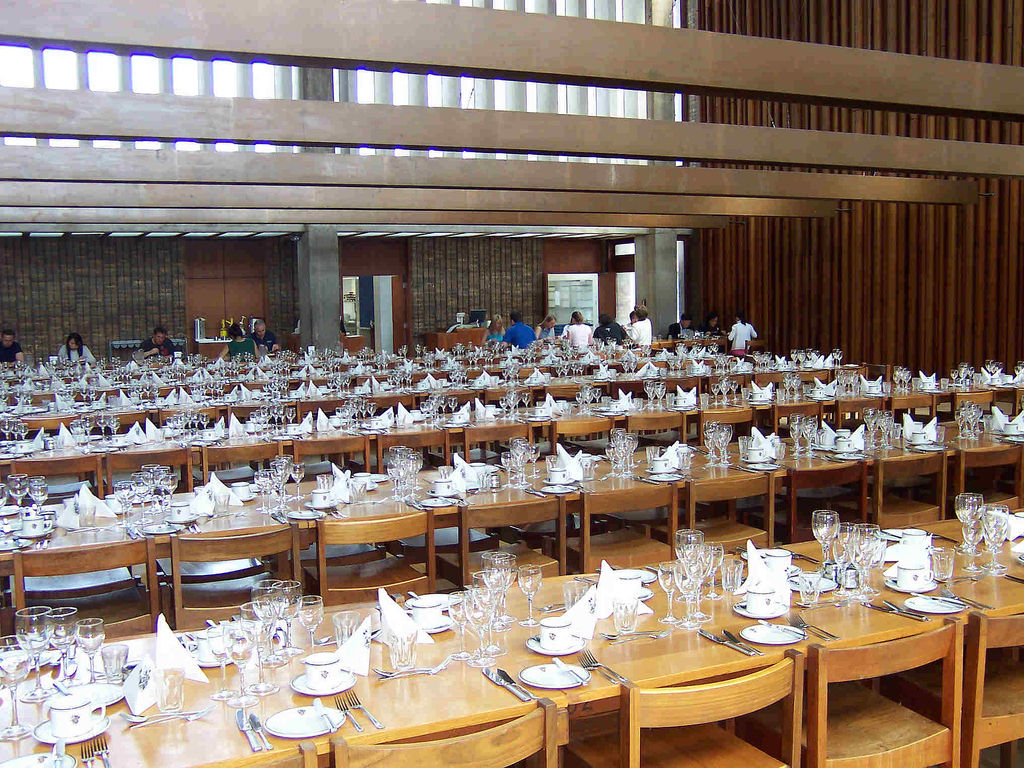
Matsalen

Varannan vecka under Michaelmas och fastan, och två gånger under påskterminen, är Churchill värd för Pav, ett musikevenemang som är ovanligt för Cambridge-evenemang eftersom det är gratis och öppet för alla universitetsmedlemmar. Namnet Pav kommer från paviljongbyggnaderna på högskolan där evenemanget ursprungligen hölls. Sedan 1992 har Pav hållits i huvudbaren, the Buttery
Under de första åren efter skolans grundande höll Churchill en bal i majveckan, i likhet med många äldre högskolor. På senare tid har Churchill dock hållit en vårbal i februari varje år, nära Alla hjärtans dag. The Ball har varit värd för ett antal kommande band, som The Wombats (2007) och The Noisettes (2008).
Under majveckan (May Week) anordnar JCR en gratis trädgårdsfest. Evenemanget är värd för uppträdanden av lokala band och musiker.
Studenter vid skolan driver Churchill Casino, ett Cambridge-baserat företag som tillhandahåller professionella kasinon vid olika sociala evenemang. Churchill Casino anlitas ofta för Cambridge May Balls samt baler vid University of Oxford och företagsevenemang över hela landet. Vinsten har donerats tillbaka till högskolan och till lokala välgörenhetsorganisationer.
MCR har ett eget privat område, Sandy Ashmore Room, där studenterna kan umgås. Detta inkluderar en studentdriven bar som kallas Vicious Penguin. MCR organiserar en rad aktiviteter, bland annat en årlig konferens, Conference on Everything, och är värd för återkommande gästkvällar. Konferensen om allt ger studenterna en möjlighet att presentera sin egen forskning samt med föredrag från framstående talare inklusive Salah Al-Shaikhly, Iraks ambassadör i Storbritannien; Michael Green, Lucasisk professor i matematik och pionjär inom strängteori; Julian Huppert, forskare och parlamentsledamot för Cambridge; David Spiegelhalter, Winton Professor of the Public Understanding of Risk, och Nicholas Bingham, Senior Investigator vid Imperial College London och gästprofessor i matematik vid London School of Economics.

### Sport

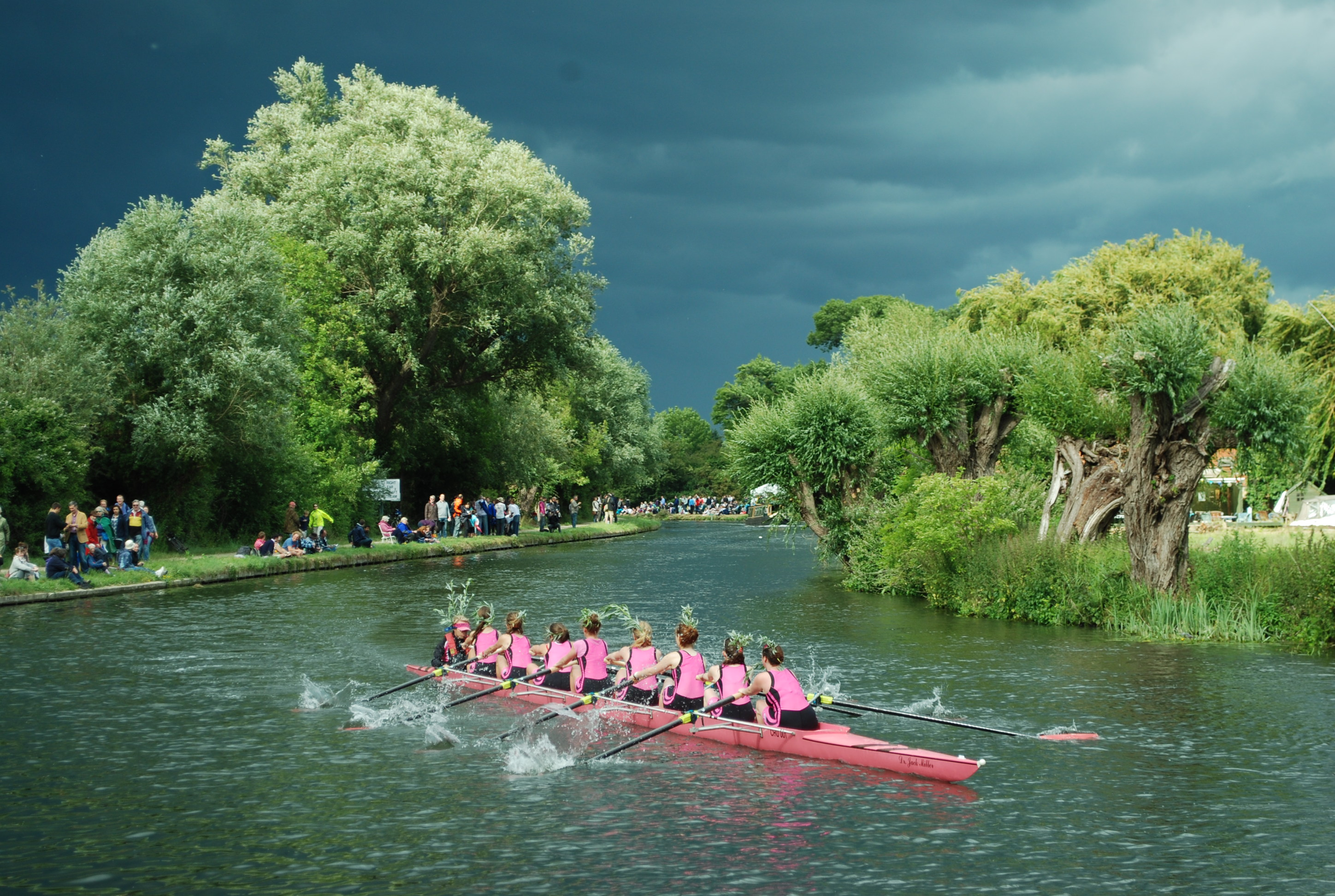
Churchill College Boat Club är känd för sina rosa båtar.

Med spelplaner inom collegeområdet, till skillnad från många andra högskolor, är idrott en integrerad del av skolan. Förutom fotbollsplaner, en cricketplan och annat, inkluderar faciliteterna ett gym och tennis- och squashbanor.
Churchill College Football Club (CCFC) var det första collegelaget som vann Cambridge University Amateur Football League Division 1 2005-06 och 2006-07. Säsongen 2006-2007 nådde de också finalen i Cuppers.
Skolan har också en framgångsrik båtklubb (Churchill College Boat Club) som 2013 vann Pegasus Cup. (Denna trofé delas ut årligen till den mest framgångsrika collegebåtklubben som tävlar i Cambridge May Bumping Races). År 2015 skrev Churchill College Boat Club historia genom att vara den första båtklubben vid universitetet som vann både Pegasus Cup och Marconi Cup (denna utmärkelse delas ut till den mest framgångsrika collegebåtklubben i Lent Bumps) samma år.

## Traditioner
Churchill är ett relativt ungt college och är stolt över att vara modernt och framåtblickande. Den har relativt få traditioner. Informell hall (matsal i cafeteriastil) introducerades 1971, som ett alternativ till formell hall (fast tid, servitörsservice, alla matgäster bär akademisk klädseö), och studenter är inte skyldiga att bära akademiska dräkter i formella salar, med undantag för vissa collegefester.
Vid speciella formella måltider som studentmiddag eller forskarfest utbringar rektorn vanligtvis en skål, först för "Kungen" och sedan för "Sir Winston". I andra formella sammanhang görs detta vanligtvis av en äldre student när lärarma har lämnat salen. Den senare traditionen började i början av 2000-talet med att studenterna vanligtvis skålade i omvänd ordning: "Sir Winston", följt av "The Queen".